# Црна неонка
Црна неонка (Hyphessobrycon herbertaxelrodi) је слатководна риба из фамилије Characidae реда Characiformes. Води порекло из Парагваја и јужног Бразила.

## Опис
Ова врста је типично издуженог изгледа; обичне боје, али са две различите, суседне уздужне пруге - беле изнад црне. Око има две танке карактеристичне траке на врху - црвену изнад жуте. Расте до максималне дужине од око 4 центиметра. Без обзира на своје име, црна неонка нема неке нарочите сличности са плавом неонком, која припада другом роду.
Њена исхрана се састоји од малих бескичмењака и биљака. 
-{
H. herbertaxelrodi}- се углавном држи као риба из акваријума од стране хобиста.
Црно-плаву неонку понекад зовемо само црна неонка, али то више пристаје другој врсти, Gymnocorymbus ternetzi.

## У акваријуму
Црне неонке тетра треба чувати у мекој киселој води, коју треба одржавати чистом у сваком тренутку. Њихов резервоар треба да садржи живе биљке, тамнију подлогу и воду створену за слободно пливање. Црне неонке треба држати у групама од најмање 4-6 јединки, а пожељно је и више.
Црне неонке тетра захтевају следеће услове у акваријуму: 
Препоручена минимална запремина акваријума за групу од 6 је око60 литара и за групу од 8 до 10 риба је око80 литара. 
- pH вредност воде 5 - 7
- тврдоћа 1 - 2
- оптимална температура 20-26° C.

Ове рибе пливају на највишем нивоу акваријума и не једу храну са дна резервоара односно акваријума. Због тога се препоручује чување заједно са рибама које бораве са доње стране на подлози акваријума (као што је патуљасти сом), тако да се те рибе хране остацима са дна и тиме се ништа не губи. 
Црне неонке тетра се могу хранити разноврсном храном, укључујући рибље флекице (мрвице), замрзнуту и сушену храну. Мала жива храна попут црва и саламури шкампа се такође препоручује јер поспешују рибљу боју.

## Размножавање
Црне неонке се лако мресте ако је квалитет воде добар. Пре покушаја размножавања црне неонке, прво треба обезбедити храну за родитеље. Рибе које су старе годину дана могу да се размножавају. Пол рибе може се видети по изгледу тела, женке су деблјље на средини тела.
Иако црна неонка може бити задржана у тврдој води и алкалнијој него у свом природном станишту, за размножавање је неопходно да буде сличнија води из Амазона. Размножавање црне неонке захтева киселкасту воду са не више од четири степена тврдоће. Погодује јој слабо осветљење. 
Црна неонка леже јаја лепећи их за биљке. Једна женка може да излегне стотине јаја. Родитељи једу своја јаја и младунце, тако да је их потребно уклонити после мрешћења. Као и многе рибе, црна неонка се обично мрести рано ујутро. 
Узгајање младунаца рибе може бити веома тешко, због њихове величине. На почетку исхрана се састоји од протозоа, а временом се прелази на већу и чвршћу храну.